# Уметничка колонија „Прилипац”
Уметничка колонија „Прилипац” је ликовна колонија, основана 1995. године, у селу Прилипац, код Пожеге. Колонија се одржава у организацији Богородичне цркве и Црквене општине Прилипац, са протонамесником Миланом Поповићем који је идејни творац.
По традицији, сликарска колонија започиње на дан црквене славе – рођења Пресвете Богородице (21. септембра) у народу познатијој као Мала Госпојина, када се окупљају бројни познати уметници који за десет дана њеног трајања, смештени у црквеном конаку, употпуњују богату колекцију уметничких слика. Од оснивања кроз Прилипац и сеоску цркву прошло је више десетина уметника из Србије, свих бивших југословенских република, Русије, Украјине, Белорусије, Алжира, Јерменије...
Током трајања колоније уручује се књижевна награда „Печат кнеза Лазара” установљена 2005. године, коју додељује Удружење књижевника Србије за најбољу књигу инспирисану духовношћу, објављену између два сазива колоније. Први лауреат књижевне награде је Љиљана Хабјановић-Ђуровић за књигу „Свих жалосних радост”. Додељује се и награда најбољем уметнику-учеснику колоније, као успомена на рано преминулог сликара Зорана Матића, који је био редован учесник и чест селектор колоније. Први добитник ове награде је академски сликар Миомир-Миша Вемић из Никшића.